# Publio Valerio Publicola
Publio Valerio Publicola (in latino Publius Valerius Publicola, nelle epigrafi P·VALERIVS·V[OLVSI]·F·PVBLICOLA; 560 circa – 503 a.C.) è stato un politico e militare romano del VI secolo a.C. La grafia dell'agnomen varia in Poplicola oppure Poplicula, mantenendo il significato di "amico del popolo". Recenti studi sull'onomastica di Publicola hanno però avanzato l'ipotesi più concreta di un significato più simile a "colui che si prende cura dell'esercito"

## Biografia
Quattro volte console, fu collega di Lucio Giunio Bruto, come console nel primo anno della Repubblica Romana il 509 a.C., dopo che Lucio Tarquinio Collatino fu indotto a rinunciarvi. Era fratello di Marco Valerio Voluso Massimo, console nel 505 a.C., e di Manio Valerio Voluso Massimo. 

### Nascita della Repubblica
Secondo la tradizione Publio Valerio, figlio di Voluso, apparteneva ad una delle più nobili famiglie romane ed era un discendente del sabino Voluso, che si era insediato a Roma con Tito Tazio, il re dei Sabini, e che era il capostipite della gens Valeria.
Quando Lucrezia convocò il padre dall'accampamento, dopo che Sesto Tarquinio ebbe commesso l'atto ignominioso, Publio Valerio accompagnò Lucrezio da sua figlia ed era a fianco di Lucrezia  quando questa rivelò l'oltraggio di Sesto e si trafisse il cuore.  Valerio, assieme a tutti gli altri presenti, giurò vendetta per quella morte e immediatamente la compirono scacciando i Tarquini dalla città.

### Il primo consolato - Guerra contro i Tarquini e le Riforme
Giunio Bruto e Lucio Tarquinio Collatino furono eletti per primi come consoli nel 509 a.C., ma poiché il nome stesso di Tarquinio rendeva Collatino oggetto di sospetti per il popolo, fu obbligato a dimettersi dalla sua carica ed a lasciare la città: Valerio fu eletto al suo posto. Poco tempo dopo le città di Veio e di Tarquinia scelsero la causa dei Tarquini e marciarono con loro contro Roma, alla testa di un grande esercito. I due consoli avanzarono con le forze romane per venire a contatto con loro. L'ultimo giorno del mese di febbraio fu combattuta la sanguinosa battaglia della Selva Arsia, durante la quale perirono moltissimi uomini da una parte e dall'altra; tra questi anche il console Bruto. Lo scontro fu interrotto da una violenta ed improvvisa tempesta, senza che fosse certo l'esito, tanti erano i morti che giacevano sul campo di battaglia. Entrambe le parti reclamavano la vittoria, finché non fu sentita nel profondo della notte una voce che affermava che i Romani avevano vinto, poiché gli Etruschi avevano perso un uomo in più. 
(Plutarco, Vite parallele, Publicola, 9)
Impauriti dalla voce molti tra gli Etruschi fuggirono, lasciando i compagni prigionieri nelle mani dei Romani e Valerio poté così rientrare a Roma in trionfo, il primo  celebrato da un condottiero romano.
Valerio fu ora lasciato senza collega; e quando cominciò nello stesso tempo a costruire una casa sulla parte superiore della collina Velia, che si affacciava sul foro, il popolo temette che stesse puntando a diventare re. Non appena Valerio divenne consapevole di questi sospetti, demolì la costruzione in una sola notte così che il giorno dopo  il popolo, imbarazzato del proprio comportamento, gli assegnò un pezzo di terra ai piedi della Velia, con il privilegio di avere la porta della casa aperta nella via. Al posto della sua domus fu costruito un tempio dedicato alla dea Vica Pota.
Quando Valerio comparve davanti al popolo, ordinò ai littori di abbassare i fasci davanti al popolo, come riconoscimento che il loro potere era superiore al suo. Non soddisfatto di questo atto di sottomissione, sostenne leggi in difesa della repubblica ed a sostegno delle libertà del popolo. Promulgò una legge secondo la quale chiunque avesse tentato di farsi re sarebbe stato consacrato agli dei (sarebbe divenuto homo sacer, sottratto cioè alla protezione cittadina) e chiunque avrebbe potuto ucciderlo impunemente. Dichiarò un'altra legge per la quale ogni cittadino che fosse stato condannato da un magistrato alla pena capitale avrebbe avuto il diritto di appellarsi al popolo (provocatio ad populum); ora poiché i patrizi avevano avuto questo diritto sotto i re, è probabile che la legge di Valerio abbia conferito lo stesso privilegio ai plebei. Da ultimo permise la nomina di due questori da parte del popolo.
Valerio poi provvide alla nomina di circa 150 senatori, per ripristinarne il numero che era venuto a mancare in seguito alle ultime vicende, e fece trasferire l'erario pubblico nel Tempio di Saturno.
Con queste leggi, così come dall'abbassamento dei suoi fasci davanti al popolo, Valerio divenne così favorito che ricevette il cognomen di Publicola, o "amico del popolo" nome con il quale è solitamente indicato dalle fonti, anche se studi recenti hanno tentato attraverso lo studio onomastico di smontare questo mito riconducendo l'origine di questo agnomen ad un composto latino con il significato di "colui che si prende cura dell'esercito".  Non appena queste leggi furono approvate, Publicola indisse i comitia per l'elezione del successore di Bruto e fu eletto come suo collega Spurio Lucrezio Tricipitino. Lucrezio tuttavia non visse molti giorni e di conseguenza al suo posto fu eletto scelto console Marco Orazio Pulvillo. Ciascuno dei consoli era ansioso dedicare il tempio sul Campidoglio, che Tarquinio aveva lasciato incompiuto quando era stato scacciato dal trono; ma la sorte concesse questo onore ad Orazio, con grande delusione di Publicola e dei suoi amici. Alcuni autori tuttavia mettono la dedica del tempio due anni più tardi nel 507 a.C., nel terzo consolato di Publicola e nel secondo di Orazio Pulvillo. (Dionys. V 21; Tac. Hist. III 72.)

### Secondo Consolato - Guerra contro Chiusi

Schema della battaglia tra Romani ed Etruschi, durante l'assedio di Porsenna a Roma. Publio Valerio comanda il centro dello schieramento romano.

L'anno successivo, che era il secondo anno della repubblica, il 508 a.C., Publicola fu ancora eletto console con Tito Lucrezio Tricipitino collega, con cui contrastò la spedizione di Porsenna, corso in aiuto di Tarquinio il Superbo, contro Roma, spedizione che si trasformò nell'assedio di Roma, nella cui narrazione si inseriscono gli episodi leggendari di Orazio Coclite e Muzio Scevola.
Gli stessi due consoli, si distinsero in operazioni belliche, volte a impedire le razzie operate dagli assedianti etruschi. L'assedio, nel racconto dei Romani, terminò con un trattato di pace con la città di Chiusi, senza che Tarquinio il Superbo riuscisse nel proprio intento di restaurazione al potere.

### Terzo Consolato
Nell'anno 507 a.C., Publicola fu eletto console per la terza volta con Marco Orazio Pulvillo, che era stato suo collega nel suo primo consolato, o secondo altre fonti, con P. Lucrezio; ma nessun evento importante è registrato per questo anno.

### Quarto consolato
Fu console una quarta volta nel 504 a.C., di nuovo assieme a Tito Lucrezio Tricipitino, con cui aveva condiviso il consolato nel 508 a.C.. Durante il consolato i due condussero con successo la guerra contro i Sabini nei pressi di Fidenae, ed al loro ritorno a Roma venne loro tributato il trionfo, anche se nei fasti triumphales viene riportato unicamente il nome di Valerio.

## Morte
La sua morte è collocata nell'anno seguente dagli annalisti. Fu sepolto a spese pubbliche, poiché non aveva lasciato abbastanza denari ai figli perché se ne potesse dare degna e pubblica sepoltura, alle pendici della Velia, onore mai prima concesso ad un cittadino romano, e le matrone portarono il lutto per dieci mesi, come avevano fatto per Bruto.

## Critica storica
La narrazione del fatti che danno Livio, Plutarco e Dionisio d'Alicarnasso secondo alcuni non può essere considerata come vera storia. La storia dell'espulsione dei Tarquini e dell'infanzia della repubblica evidentemente ha ricevuto tanti abbellimenti poetici ed è stata così alterata dalle tradizioni successive, che probabilmente non siamo garantiti nell'asserire nessuna cosa riguardo Publicola oltre al fatto che ha avuto una parte prominente nel governo di Roma durante i primissimi anni della repubblica.
La sua morte è collocata nell'anno seguente dagli annalisti (Liv. II, 16), probabilmente, come ha rilevato Niebuhr, semplicemente perché il suo nome non si presenta più nei Fasti. Niebuhr suppone che le antiche tradizioni lo fanno perire al lago Regillo, dove si dice che siano stati uccisi due dei suoi figli (Dionys. vi. 12) e dove tanti eroi del giovane stato trovarono la loro morte.